# Wilsall
Wilsall é uma Região censo-designada localizada no estado americano de Montana, no Condado de Park.

## Demografia
Segundo o censo americano de 2000, a sua população era de 237 habitantes.

## Geografia
De acordo com o United States Census Bureau tem uma área de
2,6 km², dos quais 2,6 km² cobertos por terra e 0,0 km² cobertos por água. Wilsall localiza-se a aproximadamente 1515 m acima do nível do mar.

## Localidades na vizinhança
O diagrama seguinte representa as localidades num raio de 48 km ao redor de Wilsall.